# Zápas na Letních olympijských hrách 1996 – muži, volný styl do 57 kg
Zápas ve volném stylu ve váhové kategorii do 57 kg probíhal na Letních olympijských hrách 1996 v Atlantě v Hale E Světového kongresového centra (Georgia World Congress Center). O medaile se utkalo celkem 21 zápasníků.

## Turnajové výsledky
Aplikován je systém na jednu porážku. Zlatý a stříbrný medailista vzejdou z hlavní tabulky. Poražení jdou do oprav, vítěz oprav získá bronzovou medaili.
- KO — Kontumace z důvodu zranění soupeře

### Hlavní tabulka

#### Kolo 1
|                                 | Skóre  |                        |
| ------------------------------- | ------ | ---------------------- |
| Mohammad Talaei (IRI)           | 4 - 1  | Arif Abdullajev (AZE)  |
| Damir Zakhartdinov (UZB)        | 5 - 3  | Aslanbek Fidarov (UKR) |
| Nazim Alidjanov (MDA)           | 8 - 10 | Artur Fjodorov (KAZ)   |
| Tserenbaataryn Tsogtbayar (MGL) | 3 - 8  | Givi Sisauri (CAN)     |
| Bagaudin Umachanov (RUS)        | 4 - 0  | Michele Liuzzi (ITA)   |
| Bogdan Ciufulescu (ROU)         | 0 - 10 | Sanshiro Abe (JPN)     |
| Kendall Cross (USA)             | 10 - 0 | Talata Embalo (GBS)    |
| Ri Yong-Sam (PRK)               | 3 - 0  | Harun Doğan (TUR)      |
| Cory O'Brien (AUS)              | 0 - 10 | Serafim Barzakov (BUL) |
| Alejandro Puerto (CUB)          | 3 - 4  | Šaban Trstena (MKD)    |
| Aleksandr Guzov (BLR)           |        | Bye                    |

#### Osmifinále
|                          | Skóre |                          |
| ------------------------ | ----- | ------------------------ |
| Aleksandr Guzov (BLR)    | 5 - 3 | Mohammad Talaei (IRI)    |
| Damir Zakhartdinov (UZB) | 3 - 1 | Artur Fjodorov (KAZ)     |
| Givi Sisauri (CAN)       | 1 - 1 | Bagaudin Umachanov (RUS) |
| Sanshiro Abe (JPN)       | 2 - 4 | Kendall Cross (USA)      |
| Ri Yong-Sam (PRK)        | 5 - 1 | Serafim Barzakov (BUL)   |
| Šaban Trstena (MKD)      |       | Bye                      |

#### Čtvrtfinále
|                          | Skóre |                       |
| ------------------------ | ----- | --------------------- |
| Šaban Trstena (MKD)      | 7 - 3 | Aleksandr Guzov (BLR) |
| Damir Zakhartdinov (UZB) | 0 - 8 | Givi Sisauri (CAN)    |
| Kendall Cross (USA)      |       | Bye                   |
| Ri Yong-Sam (PRK)        |       | Bye                   |

#### Semifinále
|                     | Skóre  |                    |
| ------------------- | ------ | ------------------ |
| Šaban Trstena (MKD) | 1 - 4  | Givi Sisauri (CAN) |
| Kendall Cross (USA) | 12 - 2 | Ri Yong-Sam (PRK)  |

#### Finále
|                    | Skóre |                     |
| ------------------ | ----- | ------------------- |
| Givi Sisauri (CAN) | 3 - 5 | Kendall Cross (USA) |

### Opravy

#### Kolo 2
|                       | Skóre  |                                 |
| --------------------- | ------ | ------------------------------- |
| Arif Abdullajev (AZE) | 11 - 0 | Aslanbek Fidarov (UKR)          |
| Nazim Alidjanov (MDA) | 7 - 6  | Tserenbaataryn Tsogtbayar (MGL) |
| Michele Liuzzi (ITA)  | 5 - 1  | Bogdan Ciufulescu (ROU)         |
| Talata Embalo (GBS)   | KO     | Harun Doğan (TUR)               |
| Cory O'Brien (AUS)    | 1 - 9  | Alejandro Puerto (CUB)          |

#### Kolo 3
|                        | Skóre |                          |
| ---------------------- | ----- | ------------------------ |
| Arif Abdullajev (AZE)  | 4 - 3 | Nazim Alidjanov (MDA)    |
| Michele Liuzzi (ITA)   | 0 - 4 | Harun Doğan (TUR)        |
| Alejandro Puerto (CUB) | 0 - 5 | Mohammad Talaei (IRI)    |
| Artur Fjodorov (KAZ)   | 2 - 5 | Bagaudin Umachanov (RUS) |
| Sanshiro Abe (JPN)     | 5 - 3 | Serafim Barzakov (BUL)   |

#### Kolo 4
|                          | Skóre |                          |
| ------------------------ | ----- | ------------------------ |
| Arif Abdullajev (AZE)    | 1 - 3 | Harun Doğan (TUR)        |
| Mohammad Talaei (IRI)    | 1 - 0 | Bagaudin Umachanov (RUS) |
| Sanshiro Abe (JPN)       | 5 - 6 | Aleksandr Guzov (BLR)    |
| Damir Zakhartdinov (UZB) |       | Bye                      |

#### Kolo 5
|                          | Skóre |                       |
| ------------------------ | ----- | --------------------- |
| Damir Zakhartdinov (UZB) | 2 - 4 | Mohammad Talaei (IRI) |
| Harun Doğan (TUR)        | 3 - 0 | Aleksandr Guzov (BLR) |

#### Kolo 6
|                       | Skóre |                   |
| --------------------- | ----- | ----------------- |
| Šaban Trstena (MKD)   | 2 - 3 | Harun Doğan (TUR) |
| Mohammad Talaei (IRI) | KO    | Ri Yong-Sam (PRK) |

#### Zápas o 3. místo
|                   | Skóre |                   |
| ----------------- | ----- | ----------------- |
| Harun Doğan (TUR) | 0 - 3 | Ri Yong-Sam (PRK) |

## Finálové pořadí
1. Kendall Cross (USA)
2. Givi Sisauri (CAN)
3. Ri Yong-sam (PRK)
4. Harun Doğan (TUR)
5. Šaban Trstena (MKD)
6. Mohammad Talaei (IRI)
7. Aleksandr Guzov (BLR)
8. Damir Zakhartdinov (UZB)
9. Sanshiro Abe (JPN)
10. Arif Abdullajev (AZE)
11. Bagaudin Umachanov (RUS)
12. Serafim Barzakov (BUL)
13. Artur Fjodorov (KAZ)
14. Nazim Alidjanov (MDA)
15. Alejandro Puerto (CUB)
16. Michele Liuzzi (ITA)
17. Tserenbaataryn Tsogtbayar (MGL)
18. Aslanbek Fidarov (UKR)
19. Cory O'Brien (AUS)
20. Bogdan Ciufulescu (ROU)
21. Talata Embalo (GBS)